# 二ホウ化マグネシウム
二ホウ化マグネシウム（にホウかマグネシウム、magnesium diboride、MgB2）はホウ素とマグネシウムからなる無機化合物で、六方晶の層状物質。結晶構造は AlB2 型構造 (P6/mmm)。これは、ホウ素がグラファイトのように亀の甲（ハニカム）状となって層状に積層した間を、マグネシウムがインターカレート（intercalate, 挿入）したような構造である。金属間化合物であり、金属の性質を示す。ホウ素層内は主に共有結合であり、ホウ素層、マグネシウム層間はイオン結合的な力で結合している（この点が、グラファイト層間のファンデルワールス結合と異なる）。

## 超伝導
2001年1月に青山学院大学の秋光純らのグループが、ごくありふれた物質として市販もされていた MgB2 が、実は 39ケルビン (K) で超伝導を示すことを発見した。転移温度は銅酸化物を中心とした高温超伝導物質よりはるかに低いが、金属間化合物（あるいは金属）ではNb3Ge（転移温度 23 K）以来の更新であった。
MgB2 における多重超伝導ギャップの起源 (The origin of multiple superconducting gaps in MgB2) についての論文が2003年に出版されている。

## リニアモーターへの応用
超電導リニア用コイルとしてJR東海（東海旅客鉄道）などの研究がすすみ、2005年愛知万博で超電導リニア用の二ホウ化マグネシウムのコイルが公開された。
JR東海は2007年4月20日、二ホウ化マグネシウムを使った超伝導線材で大型（直径 500ミリメートル）超伝導コイルを製作、これを使用して（液体ヘリウムなどの液体冷媒でなく）冷凍機で冷却して磁界を発生させ錘（）を浮上させる実験に成功したと発表した。
二ホウ化マグネシウムは山梨リニア実験線で使用されているニオブチタン合金よりも臨界温度が −234 ℃と 35 ℃ 高く、効率よく超伝導状態を維持できる。臨界温度はセラミックス系のほうがさらに高いが、二ホウ化マグネシウムはセラミックス系より丈夫で扱いやすく実用化上コストパフォーマンスが高い。JR東海では2003年に二ホウ化マグネシウムの線状化に成功、2004年にコイルを製作、当時世界最高の磁界を発生させた。従来は直径 30ミリメートルであったが2007年4月には直径 500ミリメートルの大型コイルを製作、（これを液体ヘリウムに直接浸し冷却した従来の方法に対し）冷凍機による伝導冷却で、磁界を発生させることができ、世界初の試験であった。実際には 0.05テスラ程度の磁界が発生したと想定され、約 630キログラムの錘を浮上させた。
直接浸して冷却する方式は、安定して冷やせる一方で、メンテナンスに手間がかかるという欠点があるが、リニアへの応用実用化を考えれば、伝導冷却ならば冷却装置も簡素化でき、全コストの低減も期待できるという。